# Sneplov
En sneplov er et redskab til snerydning. Tidligere var det ofte en kileformet anordning af træ som blev trukket af en hest og som skubbede sneen tilside. I nyere tid laves sneplove som regel af en metalskinne med hældning til den ene side for at skubbe sneen sammen i en ryg i vejens længderetning. Det er vigtigt, når man vil fjerne sne fra en vejs ene side, at al sne samles kun på sneplovens ene side, idet man ved gentagen kørsel derved får ryddet et stadigt bredere område.
Da biler kom frem, kunne de erstatte hesten. Sneploven kunne monteres foran på en bil.
I 1930'erne kunne taxi i Sverige have en plov på bilen og forestå snerydning. Efter som en personbil er et relativt let køretøj, kunne det blive besværligt at komme frem ved større snefald. Med en stang forbundet til en bus kunne bussen skubbe taxien bagfra, som derved kunne trænge igennem selv større snedriver.
I 1980erne var lastbiler med sneplove blevet så kraftige at snehegn langs vejene ikke længere var nødvendige.
I nyere tid er sneplove normalt af metal og monterede på lastbil, traktor eller andre typer af større køretøjer.
Den oprindelig form på plovbladet er en kileform med en spids foran, kaldet "spidsplov".
En enklere variant er at have et sneblad (diagonalplov) som skubber sne kun til den ene side, hvilket gør systematisk snerydning af bredere vejbaner lettere.
Ved store snemængder kan spidsploven være diagonalploven overlegen, efter som en diagonal udsætter køretøjet for en siderettet reaktionskraft i modsat retning af den side, som sneen skubbes til. Ved meget store snemængder bliver denne kraft for stor til, at køretøjet kan fastholde sin kørsel i lige linje i vejens kørselsretning og risikerer at kure til siden.
Ved snerydning af brede veje (og lufthavnes landingsbaner) kan 2 lastbiler køre i tandemkørsel, hvorved de kan overkomme snerydning af vejen i en kørsel.
Visse steder benyttes også en ekstra skraber på siden af lastbilen for at rydde en større bredde med en kørsel. Andre operatører benytter en specialbygget sættevogn der har en sneskraber i længderetningen, og som kan dreje akslerne så sættevognen kører skævt i forhold til den trækkende lastbil, hvorved skraberen kan rydde en hel vognbane ved siden af den bane lastbilen har ryddet.
- Sneplov fra 1869 på jernbanemuseet i Odense
- Hestetrukket sneplov. Tyskland 1914-1918
- Forsøg med sneplove på biler, Norge 1924-25
- Traktormonteret sneplov
- 4 lastbilmonterede sneplove efter hinanden, Oregon 2004